# Teixidor dorsitacat
El teixidor dorsitacat (Ploceus dorsomaculatus) és un ocell de la família dels ploceids (Ploceidae).

## Hàbitat i distribució
Habita els boscos de les terres baixes del sud de Camerun, el Gabon, oest de la República Centreafricana i nord-est i est de la República Democràtica del Congo.